# Пія Юул

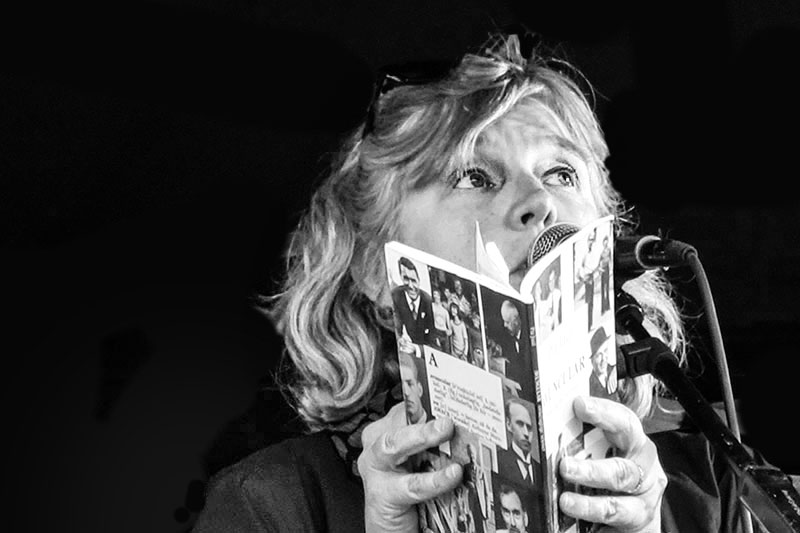
Пія, липень 2016 р.

Пія Елізабет Юул (* 30 травня 1962, Корсор, Данія — † 30 вересня 2020) — данська письменниця

## Життєпис
Піа Юул — дочка двох вчителів і письменників Курта Юула та Інге Юула. Вона виросла в Рьорбеку. Вона вивчала англійську мову в Орхуському університеті та дебютувала в літературі 1985 року, лише через три роки після літературного дебюту її батька, поетичною збіркою Levende og lukke. Після цього вона змогла опублікувати кілька оповідань та поетичних збірок, а до 2005 року її твори продавалися накладом понад 10 000 примірників лише в Данії. Вона отримала кілька грантів і літературних нагород за свої твори, в тому числі премію Беатріс. У 2012 році вона була нагороджена престижною премією критиків за фільм «Af sted, til stede».
Юуль користувалася більшим успіхом з її другим романом, Mordet på Halland (Вбивство Халланда), який був опублікований у 2009 році. Того ж року вона отримала літературну премію Danske Bank у розмірі 300 000 данських крон за цю роботу. Книга була перекладена кількома мовами, в тому числі англійською та німецькою. Після перекладу Урселя Алленштайна книга була опублікована у 2011 році під назвою «Das Leben nach dem HappyEnd» («Життя після щасливого кінця») у кельнському видавництві ДюМонт Медіа Груп. У той час як німецькі літературні критики проігнорували книгу, британська щоденна газета The Independent засвідчила, що історія, написана у «вільному, холодному стилі», має «відсутність напруги».
У зв'язку зі справою АНБ, окрім Юла, понад 1000 письменників з усього світу, в тому числі п'ять лауреатів Нобелівської премії, підписали міжнародне звернення з протестом на захист конфіденційності та свободи слова.
Піа Юуль померла наприкінці вересня 2020 року у віці 58 років.

## Твори (вибірково)

### Романи
- Skaden (1990)
- Mordet på Halland (2009; deutsch: Das Leben nach dem Happy End, DuMont Verlag, Köln 2011, ISBN 978-3-8321-9590-8)

### Вірші
- levende og lukke (1985)
- i brand måske (1987)
- Forgjort (1989)
- En død mands nys (1993)
- sagde jeg, siger jeg (1999)
- Helt i skoven (2005)
- Radioteateret (2010)

### Новели
- Olsen (1996)
- Mit forfærdelige ansigt (2001)
- De Ti Bud — Opgang (2001)
- Jeg vil hellere dø (2003)
- Dengang med hunden (2005)
- En flinker fyr (2005)
- Af sted, til stede (2012)

### Дитячі книги
- Lidt ligesom mig (2004)
- På hunt (2005)

### П'єси
- Gespenst & andre spil (2002)

### Біографія
- Et liv med lys (2011)

## Нагороди
- Літературна премія Danske Bank 2009
- Премія критиків 2012
- Літературна премія Драхмана Легатет 2015 року

## Вебпосилання
- Kurzbiografie und Rezensionen zu Werken von Pia Juul bei Perlentaucher
- Бібліографія. Пія Юул // Німецька національна бібліотека
- Pia Juul in der Internet Movie Database (englisch)